# Нощни пеперуди
Нощните пеперуди (Heterocera) са група насекоми, принадлежащи към разред пеперуди и сходни с дневните пеперуди. Около 90% от пеперудите са нощни пеперуди, като се счита, че съществуват около 160 000 вида нощни пеперуди, много от които все още не са описани. Повечето нощни пеперуди са активни нощем, но има и такива видове, които са активни през деня или по сумрак.

## Разлика от дневните пеперуди
Докато дневните пеперуди образуват монофилна група, нощните пеперуди, съставящи останалата част от разреда на пеперудите, не образуват такава. Правени са множество опити са групиране на надсемействата на пеперудите в естествени групи, но повечето се провалят, тъй като една от двете групи се оказва немонофилна: Microlepidoptera и Macrolepidoptera, Heterocera и Rhopalocera, Jugatae и Frenatae, Monotrysia и Ditrysia.
Макар правилата за различаване на нощните от дневните пеперудите да не са точно определени, един добър принцип е, че дневните пеперудите имат тънки антенки и (с изключение на семейство Hedylidae) малки топчици на краищата на антенките си. Антенките на нощни пеперуди обикновено са пухкави и нямат топчици на краищата.

## История
Нощните пеперуди еволюират много преди дневните пеперуди, като някои от намерените техни вкаменелости е възможно да датират отпреди 190 милиона години. Всички пеперуди са еволюирали успоредно с покритосеменните растения, главно защото повечето съвременни видове се хранят от тях, както като ларви, така и като възрастни. Един от най-ранните видове, за когото се смята, че е прародител на нощните пеперуди, е Archaeolepis mane, чиито вкаменелости показват крила, подобни на тези на ручейниците.

## Значение

### Значение за хората
Някои нощни пеперуди, особено техните гъсеници, могат да са големи селскостопански вредители в много части на света. В умерените климатични пояси, Cydia pomonella може да причини мащабни щети по овошките. В тропичните и субтропичните климати, Plutella xylostella е може би най-сериозният вредител по кръстоцветните растения. В Субсахарска Африка, Eldana saccharina е голям вредите по захарната тръстика, царевицата и соргото.
Няколко вида от семейство Tineidae също се считат за вредители, тъй като техните ларви ядат платове, направени от естествени тъкани като вълна или коприна. Вероятността да ядат смесени материали, съдържащи изкуствени тъкани, е по-малка. Съществуват сведения, че могат да бъдат отблъснати от миризмата на хвойна, кедър, лавандула или някои масла, но като цяло се счита, че те не могат да възпрепятстват нашествието на нощните пеперуди. Нафталинът се смята за много по-ефективен, макар да съществуват някои въпроси относно въздействието му върху човешкото здраве.
Въпреки лошата им слава, че ядат дрехи, повечето възрастни екземпляри на нощните пеперуди съвсем не се хранят. Така например Actias luna, Antheraea polyphemus, Attacus atlas, Callosamia promethea, Hyalophora cecropia и други не разполагат с усти. Много от тези, които все пак имат устен апарат, се хранят с нектар.
Някои нощни пеперуди се отглеждат нарочно, поради тяхната икономическа стойност. Може би най-известният пример за това е копринената буба – ларвата на пеперудата Bombyx mori. В нейната какавида се натрупва коприна. Все пак не всичката коприна се добива от Bombyx mori. Няколко вида от семейство Saturniidae също произвеждат коприна.
Ларвите на много видове нощни пеперуди се използват за храна, особено в Африка, където са важен източник на енергия. Само в ДР Конго се събират над 30 вида нощни пеперуди за храна. Не всички от тях се продават на местния пазар – някои се изнасят за други страни.

### Хищници и паразити
Нощните насекомоядни често се хранят с нощни пеперуди. Такива са например прилепите и някои видове бухали. Нощни пеперуди се консумират и от гущери, котки, кучета, гризачи и дори мечки. Ларвите на нощните пеперуди са податливи към паразитите на семейството оси Ichneumonidae.
Намерени са доказателства, че ултразвукът, излъчван от прилепите, кара летящите нощните пеперуди да предприемат уклончиви маневри за да му избягат. Ултразвуковите честоти задействат рефлексно действие при нощните пеперуди, което ги кара да се понижат с няколко сантиметра в полет. Членовете на подсемейство Arctiinae издават цъкащ звук, който може да осуети ехолокацията на прилепите.
Гъбата Ophiocordyceps sinensis инфектира ларвите на много различни видове нощни пеперуди.

### Екологично значение
Според някои изследвания, определени видове нощни пеперуди, като например тези от семействата Erebidae и Sphingidae, вероятно са ключови опрашители за някои покритосеменни растения в Хималаите.

## Привличане към светлина
Нощните пеперуди често се появяват кръжейки около изкуствено осветление, макар причината за това поведение (положителен фототаксис) все още да не е напълно изяснена. Една хипотеза включва небесната или напречната ориентация. Поддържайки постоянна ъглова връзка с ярка небесна светлина, каквато е Луната, те могат да летят по права линия. Небесните обекти са толкова отдалечени, че дори и след изминаване на големи разстояния, промяната в ъгъла между пеперуда и източник на светлина е незначителна. Освен това Луната винаги ще бъде в горната част на зрителното поле или на хоризонта. Когато нощна пеперуда срещне много по-близка изкуствена светлина и я използва за навигация, ъгълът се променя забележимо само след малко разстояние, а и често се намира под хоризонта. Пеперудата инстинктивно се опитва да коригира посоката си, като се насочва към светлината, което я кара да се спуска надолу и в резултат се получава спираловидна траектория на полет, която се приближава все по-близо до източника на светлина.
Проучвания са установили, че светлинното замърсяване, причинено от нарастващата употреба на изкуствени светлини, е довело или до сериозен спад на популацията на нощни пеперуди в някои части на света, или сериозно е нарушило среднощното опрашване.

## Семейства
В групата на нощните пеперуди се включват следните семейства:
- Acrolepiidae
- Adelidae
- Agonoxenidae
- Autostichidae
- Batrachedridae
- Bedelliidae
- Blastobasidae
- Bucculatricidae
- Chimabachidae
- Choreutidae
- Coleophoridae
- Cosmopterigidae
- Douglasiidae
- Elachistidae
- Epermeniidae
- Eriocraniidae
- Gelechiidae
- Glyphipterigidae
- Gracillariidae
- Heliozelidae
- Hepialidae
- Incurvariidae
- Lyonetiidae
- Lypusidae
- Micropterigidae
- Momphidae
- Nepticulidae
- Oecophoridae
- Opostegidae
- Plutellidae
- Prodoxidae
- Roeslerstammiidae
- Schreckensteiniidae
- Scythrididae
- Stathmopodidae
- Tineidae
- Tischeriidae
- Yponomeutidae
- Ypsolophidae

## Галерия
- Pergesa acteus
- Agrius convolvuli
- Daphnis nerii
- Zygaena filipendulae
- Какавида със защитна коприна
- Гъсеница на Acherontia
- Чифтосване на двойка Laothoe populi
- Hyles lineata
- Tineola bisselliella в близък план
- Adelowalkeria tristygma
- Gonimbrasia belina